# حامل ثلاثي

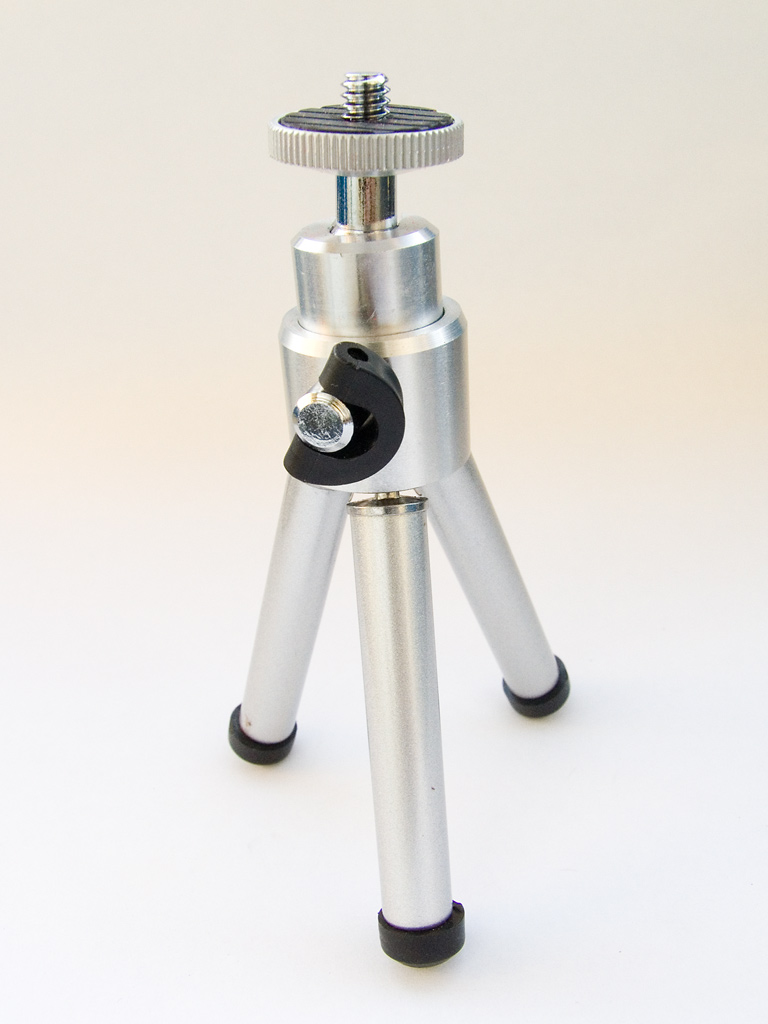
حامل ثلاثي

السِّيبَة أو المِنصب ثلاثي القوائم أو المَثفى أو حامل ثلاثي (بالإنجليزية: Tripod)‏ في التصوير، هو حامل ذي ثلاث أرجل للكاميرا يستخدم في تثبيت الكامرة سواء كانت كاميرات للتصوير الضوئي أو الفيديو فهو يوجد منة أنواع مناسبة لكل نوع من أنواع الكامرةت.

## الاستخدامات
يستخدم الحامل الثلاثي كما قلنا في التصوير الضوئي أو المتحرك (الفيديو). وهو شيء أساسي في التصوير الضوئي الاحترافي فلا يوجد مصور ضوئي لا يوجد عندة حامل ثلاثي، كما أنه مهم جدا في تصوير الفيديو الاحترافي مثل الأفلام أو البرامج التليفزيونية فهو شيء أساسي أيضا في تصوير الفيديو.
كما يستخدم أيضا الحامل الثلاثي في تثبيت التليسكوب (حجم صغير أو متوسط) و أيضا بعض الآلات البصرية مثل النظارات المعظمة وأيضا في بعض الأشياء المشابهة.

## مكونات الحامل الثلاثي
يتكون الحامل الثلاثي من:

### الرأس
معظم الحوامل الثلاثية تاتي براس مدمجة ولكن أيضا هناك رؤس خارجية أفضل من المدمجة ويفضل معظم المحترفين شرائها، وهناك نوعين أساسين من رؤس الحوامل الثلاثية هم :
1-رأس بكرة: يجمع الكثيرون علي أنها النوع الأفضل وذلك لأنه بسبب تكونه من كرة حديدة يسهل جدا تحريكه في جميع الاتجهات، وياتي مع الرأس القطعة التي تثبت فيها الكامرة وبها مسمار مقاس 4/1 انش وتكون هذه القطعة مدمجة بالراس في بعض الأحيان.
2-رأس بذراع تدوير: أيضا جيدة جدا ولكن الأول أسهل في التحريك، وهذا النوع يفضله مصورين البانوراما، ولكنه مزعج عند شد المقبض للتثبيت مما يؤدي لتحريك بسيط للكاميرا ويجب أن تكون حذر حينها.

### العمود الأوسط
يرتفع وينخفض بحسب الحاجة ويمكن إغلاقه باحكام لمنع تحرك الرأس والكامرة عليه.

### الأرجل
هي الجزء الأساسي من الحامل وبها اقفال لتعديل ارتفاع الحامل الثلاثي للطول المناسب، وبها اقدام تثبيت تأتي بمطاط أو مثل أطراف المسامير حتي تثبت بشكل ثابت علي الأرض.

## أنواع الحوامل الثلاثية
هناك أنواع عديدة من الحوامل الثلاثية، منها المصنع من الألمنيوم الرخيص وسعرها رخيص أيضا وهي تستخدم مع كاميرات الفيديو والكامرةت الضوئية البسيطة للهواه وليس المحترفين وعادة ما تتكون من رأس مدمجة بها بسيطة للغاية واقدام من المطاط.
وهناك أنواع أخرى من الحوامل الثلاثية وهي اغلي وأكثر ثباتا، ومعظمها ياتي خاليا من رأس الحامل لتسمح للمصور بان يشتري الرأس المناسبة له. ومن هذه الأنواع الحامل الثلاثي الخشبي أو الحوامل اثلاثية المصنوعة من الكاربون فيبر.
و هناك أنواع صغيرة جدا من الحوامل الثلاثية وأيضا يوجد منها الغالي والرخيص علي حسب الاستخدام وهي تحل محل الحامل الثلاثي في بعض الأحيان لأنها اخف وزنا ولا تشغل حيزا كبيرا. و هناك بعض الحوامل التي تتكون من رجل واحدة فقط تسمي الحامل الاحادي وهي تجبر المصور علي ان يمسك الكامرة ولكن في المقابل تعطي له ثباتا لأنها تحمل جزء كبير جدا من وزن الكامرة (أو العدسة في بعض الأحيان).